# نیکون اف۵
نیکون اف۵ (به انگلیسی: Nikon F5) یک دوربین عکاسی ساخت شرکت نیکون است.